# John Charles Herries
John Charles Herries, född i november 1778, död den 24 april 1855, var en engelsk politiker. 
Herries blev 1798 tjänsteman i finansministeriet, var efter vartannat privatsekreterare åt flera ledande ministrar och innehade 1811–16 den krävande platsen som chef för brittiska arméns kommissariat. År 1823 blev Herries medlem av underhuset och finanssekreterare vid skattkammaren i lord Liverpools ministär samt var september 1827–februari 1828 skattkammarkansler i ministären Goderich, som föll sönder på grund av en schism mellan Herries och hans kolleger. 
I Wellingtons ministär var Herries först myntdirektör, sedan (februari–november 1830) handelsminister, tillhörde därpå som krigsminister nästa toryministär (under Peel, december 1834–april 1835), förlorade 1841 sin plats i underhuset, men återvaldes 1847 och satt (februari–december 1852) som representant för tullskyddsivrarna i Derbys ministär som president i ministeriet för Indien (Board of Control). Herries ägde omfattande kunskaper i finansiell administration, men var eljest skäligen jämnstruken som politiker. Sonen Edward Herries utgav en biografi över honom (2 band, 1880).